# Eru (plat)
Eru és una menja del Camerun, una especialitat de l'ètnia banyang originària del departament de Manyu a la regió sud-oest del país. És una mena de sopa de verdures feta amb fulles de Gnetum africanum (anomenada okok o eru al Camerun) tallades.
L'eru es cuina a foc lent amb fulles de Talinum fruticosum, oli de palma, escamarlans, peix fumat i pell de vaca (anomenada localment kanda) o de vedella. Aquest plat es menja tradicionalment amb fufu o gari (farina de mandioca).